# Grignan
Grignan ist eine französische Gemeinde mit 1589 Einwohnern (Stand 1. Januar 2022) in Südfrankreich im Département Drôme in der Region Auvergne-Rhône-Alpes. Die Stadt verdankt ihre Berühmtheit ihrem prächtigen Renaissance-Schloss und den bekannten Briefen, die Madame de Sévigné ihrer Tochter, Madame de Grignan, im 17. Jahrhundert geschrieben hat.
2019 wurde Grignan mit dem Prädikat Die schönsten Dörfer Frankreichs ausgezeichnet.

## Geografie

### Geografische Lage

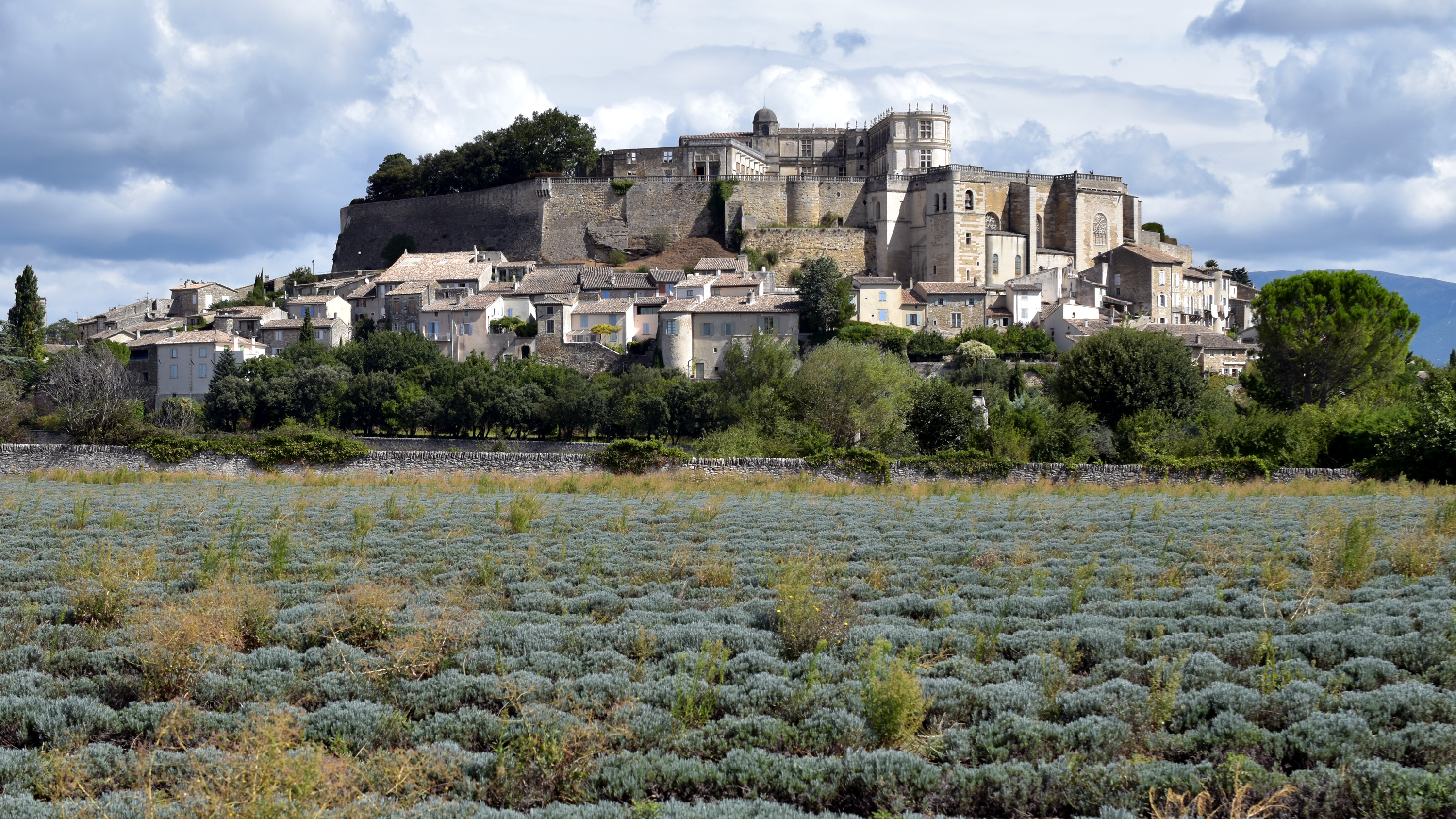
Lavendelfelder vor der Kulisse von Grignan

Grignan liegt im Süden vom Département Drôme, nicht weit vom Département Vaucluse, in der Nähe des Berges Ventoux im Tricastin, welcher der höchste Berg in der Provence ist.
Über die Autobahn A 7 ist Grignan an den Anschlussstellen Montélimar Süd oder Bollène zu erreichen.

### Landwirtschaft
Die wichtigsten Anbauprodukte in dieser Gegend sind Lavendel, Trüffel, Weizen und Sonnenblumen. Die nahegelegene Stadt Nyons ist berühmt für ihre Oliven und Olivenöl mit appélation controlée.

## Geschichte
Archäologische Untersuchungen haben gezeigt, dass das felsige Vorgebirge von Grignan seit der Eisenzeit bewohnt ist. Es gibt Belege aus der Bronzezeit, wie auch für eine römische Besatzung im 5. und 6. Jahrhundert. Ein Chartular der Abtei von Saint-Caffre im Département Haute-Loire erwähnt im Jahre 1035 ein unbedeutendes castellum Gradignanum (castellum, lateinisch befestigtes Lager). Im Laufe des folgenden Jahrhunderts entwickelte sich der Name über castrum Grainan (1105) zu Graigna, Grazinam.
Es ist nur wenig über die Entstehung des Schlosses, beziehungsweise über die Erbauer bekannt. Ein gewisser Christoph de Grignan hat in der Zeit um 1030 gelebt, und 1035 erwähnt das Chartular von Saint-Chaffre ein Rostagnus de castello Gradignano. Aufgrund gewisser Dokumente scheint es, dass die Familie Grignan sich ein Jahrhundert später gut etabliert hat. Doch die Grignans verlieren das Schloss, das ihren Namen trägt. Im Jahre 1239 zeigen die Aufzeichnungen, dass Grignan nicht mehr den Grignans gehört. Neuer Besitzer war die Familie Adhémar de Monteil.
Die Erweiterung des Schlosses ging einher mit dem Aufstieg der Familie Adhémar von Grignan. Die Adhémars wurden mächtiger, und so musste das Schloss notwendigerweise auch wachsen. Beginnend mit dem  13. Jahrhundert stiegen die Adhémars vom Baron zum Herzog auf und wurden durch Heinrich II., König von Frankreich, in den Grafenstand erhoben. Das Schloss von Grignan wurde stufenweise zu einem Bollwerk ausgebaut. Die Linie der Adhémars endete, als Louis Adhémar ohne Nachkommen 1559 starb. Die Titel und der Besitz von Louis Adhémar, Graf von Grignan, fielen auf seinen Neffen Gaspard de Castellane, Sohn von Louis’ Schwester Blanche Adhémar. Obwohl die Adhémars eine erhabene Familie waren, wetteiferte der Castellane-Clan in Bezug auf den Ruhm mit ihnen.
Das Schloss kam letztlich an François von Castellano-Ornano-Adhémar von Monteil de Grignan, der neben seinen Titeln als Herzog von Termoli, Graf von Grignan, Graf von Campobasso und Baron von Entrecasteaux auch den des Ritters im Dienste des Königs trug.
François, der letzte Graf von Grignan war zweifacher Witwer (seine Frauen Angélique-Glarisse d’Angiennes, Tochter vom Marquis de Rambouillet, und Marie-Angélique von Puy-du-Rou starben kurz nacheinander). Für seine dritte Ehe wählte er eine gewisse Françoise-Marguerite de Sévigné, Tochter der Marquise gleichen Namens, deren berühmten Briefe die Erinnerung an ihren Schwiegersohn und an sein Schloss bis heute verewigen.
Von 1906 bis 1928 hatte Grignan einen Bahnhof an der Bahnstrecke Taulignan–Chamaret.

### Einwohnerentwicklung
| Jahr                       | 1962 | 1968 | 1975 | 1982 | 1990 | 1999 | 2005 | 2016 |
| Einwohner                  | 1072 | 1113 | 1099 | 1147 | 1300 | 1353 | 1452 | 1545 |
| Quellen: Cassini und INSEE |      |      |      |      |      |      |      |      |

## Kultur und Sehenswürdigkeiten

### Schloss von Grignan

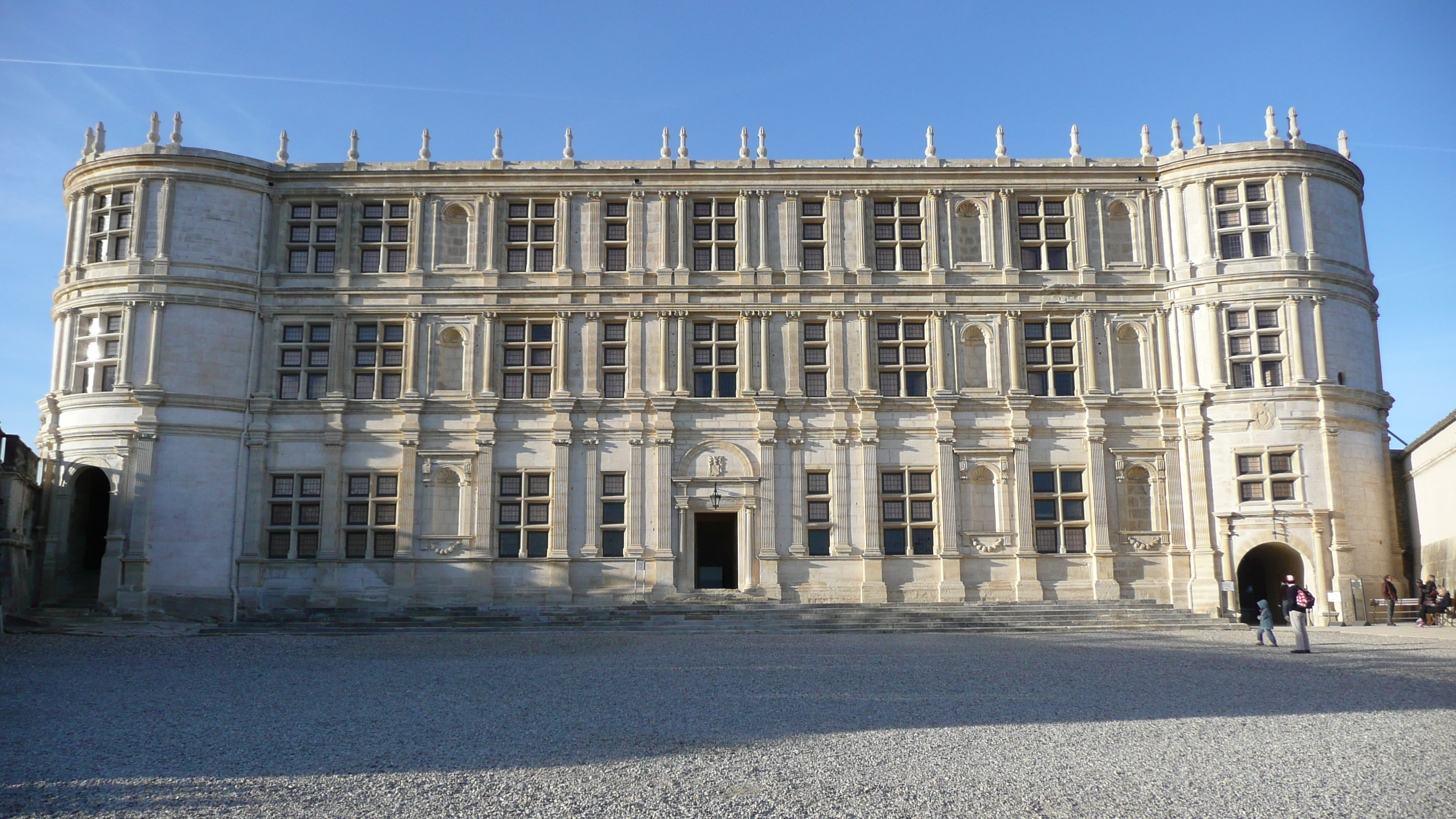
Renaissance-Fassade des Schlosses

Von der ursprünglich im 11. Jahrhundert erbauten mittelalterlichen Burg ist wenig erhalten. Erst im 13. Jahrhundert wurde sie von der Familie Adhémar zu einer Festung erweitert und von 1545 bis 1558 durch Louis Adhémar erneuert. Von 1668 bis 1690 hat François de Castellane-Adhémar die Burg zu einem Renaissance-Schloss umbauen lassen. Während der Französischen Revolution zu Ruinen zerstört, wurde sie im 19. Jahrhundert teilweise rekonstruiert und erhielt nostalgische Anbauten wie das mittelalterliche Turmpaar, die poivrières („Pfefferbüchsen“). Einen vollständigen Wiederaufbau erlebte das Schloss im frühen 20. Jahrhundert auf Ansinnen einer reichen Bankierswitwe, Madame Fontaine. Sie investierte ihr gesamtes Vermögen, um es im alten Glanz neu entstehen zu lassen. Heute gehört das Schloss dem Département Drôme und dient als Touristenattraktion. Neben der Möglichkeit, die Räumlichkeiten zu besichtigen, finden dort regelmäßig Konzerte und Ausstellungen statt.

### Stiftskirche Saint-Sauveur
Unter der Schlossterrasse gelegen, wurde die Stiftskirche zwischen 1535 und 1539 auf Anfrage von Louis Adhémar erbaut. Die Renaissance-Fassade wird von zwei viereckigen Türmen eingerahmt und besitzt eine Fensterrose im gotischen Stil. Im Innenraum befinden sich eine Orgelbühne und ein beeindruckender Altar aus dem 17. Jahrhundert. Auf dem Boden vor dem Altar ist ein marmorner Begräbnisstein, der den versiegelten Eingang zum Grab der Madame de Sévigné markiert.

### Grotte von Rochecourbière
Diese nicht sehr tief in den Felsen gehende natürliche Grotte liegt etwa einen halben Kilometer von Grignan entfernt und war für Madame de Sévigné ein bevorzugter Ort zum Schreiben.

### Buchdruck-Museum
Das Buchdruck-Museum ist in einem Gebäude des 15. Jahrhunderts mitten in dem kleinen, typisch provenzalischen Dorf zu Füßen des Schlosses von Grignan. Früher war es das Haus des Burgvogts und oberster Gerichtshof der Gegend. Heute befindet sich in dem aufwändig restaurierten Gebäude eine aktive Buchdruckwerkstatt und ein Museum für Buchdruckmaschinen aus dem 19. Jahrhundert.

### Village Provençal en miniature
Anhand von Krippenfiguren (Santons) wird das provenzalische Dorfleben zu Beginn des 20. Jahrhunderts dargestellt. Auf einer Fläche von rund 400 Quadratmetern sind typische Szenen wie das Leben auf dem Markt, auf dem Bauernhof und das Pétanque-Spiel auf dem Dorfplatz zu sehen. Das Miniaturdorf wird seit 1996 als „größte Krippenszene der Welt“ im Guinness-Buch der Rekorde geführt.

## Kulinarische Spezialitäten
- Grignan ist die Hauptstadt der Schwarzen Trüffel (tuber melanosporum).

## Persönlichkeiten
- Morton Beiser (* 1936), Professor für Psychiatrie an der Universität von Toronto
- Roger Duchêne (1930–2006), auf die Briefe von Madame de Sévigné spezialisierter Biograph
- Sérgio Ferro (* 1938), brasilianischer Maler, Architekt und Professor
- J. Timothy Hunt (* 1959), amerikanisch-kanadischer Autor und Journalist
- Philippe Jaccottet (1925–2021), Schweizer Poet und Übersetzer, veröffentlichte auf Französisch
- Madame de Sévigné (1626–1696), französische Adlige, bekannt durch die Briefe an ihre Tochter
- Louis-Joseph-Marie-Ange Vigne (1826–1895), römisch-katholischer Erzbischof von Avignon